# Ньюхаус, Фред
Фред Ньюхаус (англ. Frederick Vaughn «Fred» Newhouse; 8 ноября 1948, Honey Grove, Техас — 20 января 2025) — американский легкоатлет (бег на короткие дистанции), чемпион и призёр Панамериканских игр 1971 года в Кали и летних Олимпийских игр 1976 года в Монреале.

## Биография
Ньюхаус был одним из организаторов соревнований «Northwest Flyers Track Club» в Хьюстоне (штат Техас). Он окончил среднюю школу Галилеи в Холсвилле (штат Техас). После окончания «Prairie View A&M» по специальности «инженер-электрик» он получил степень магистра в области международного бизнеса. Является директором по связям с общественностью «Valero Energy» и помощником казначея фонда «Prairie View A&M». Он служил в армии США два года. После окончания университета работал инженером в компании ExxonMobil в Батон-Руже.
На Олимпиаде в эстафете 4×400 метров команда США (Герман Фрейзер, Бенджамин Браун, Фред Ньюхаус, Макси Паркс), за которую Ньюхаус бежал на третьем этапе, завоевала золотые медали (2:58,65 с), опередив сборные Польши (3:01,43 с) и ФРГ (3:01,98 с).
Ньюхаус был волонтёром в совете директоров Олимпийского комитета США. Он являлся одним из бывших председателей правления Торговой палаты Техас-Сити, избранным председателем Торговой палаты Ист-Энда в Хьюстоне, председателем Общественного семейного центра Хьюстона и заместителем председателя Комитета чернокожего наследия (Хьюстон). Он входил в состав комитета «Capital Campaign» в университете «Prairie View A&M». Ньюхаус стал трёхкратным всеамериканским и национальным чемпионом по лёгкой атлетике. Ньюхаус был назначен руководителем мужской команды Соединённых Штатов по лёгкой атлетике, направлявшейся на летние Олимпийские игры 2000 года в Сиднее (Австралия). Он работал рефери в Texas Relays и в чемпионате UIL по лёгкой атлетике штата Техас.
Ньюхаус был введён в Зал славы тренеров по лёгкой атлетике Техаса.
Умер 20 января 2025 года в возрасте 76 лет.